# アンダルシアン・マウス・ハンティング・テリア
アンダルシアン・マウス・ハンティング・テリア（英：Andalusian Mouse-Hanting Terrier）は、スペインのアンダルシア州原産のテリア犬種である。
フォックス・テリアタイプ犬種の一つでもあり、別名はラトネーロ・ボデグエロ・アンダルース（英：Ratonero  Bodeguero Andaluz）、ペロ・ラトネーロ・アンダルース（英：Perro Ratonero Andaluz）、アンダルシアン・ラット・ハンティング・ドッグ（英：Andalusian Rat-Hunting Dog）など。

## 歴史
およそ100年ほど前にイギリスからネズミ退治のために連れて来られたスムース・フォックス・テリアが本種のもととなっている。これと地元のテリア犬種やトイサイズのポデンコ・アンダルースなどを掛け合わせて作出された。
本種はその名のとおりネズミを退治するのに使われた。ワイン倉や倉庫、主人の家に出たネズミをひたすら退治するが、体力が多くネズミ狩りの能力に長けていたため、徐々に広く使われるようになった。多くが作業犬として飼育されていたため中々ショードッグとして使われず、ケネルクラブに初めて公認されたのも つい最近である。原産国のスペインケネルクラブで公認されたのは2000年のことで、その後ぽつぽつと他の国でも公認されるようになった。FCIにはまだ公認されていないが、公認登録への申請は行われている。アンダルシア州以外ではめったに見られない、珍しい犬種である。

## 特徴
その容姿は日本テリアやアメリカン・ラット・テリアによく似ている。頭部のシルエットは三角形で、頭頂部はやや平らである。目は黒々としていて大きい。耳はボタン耳。引き締まった体つきで、脚は長い。尾は本来垂れ尾だが、ネズミに噛まれて感染症にかかるのを防ぐため、4分の1の長さに断尾する。コートはさらりとしたスムースコートで、毛色は大部分がホワイトで、頭部などにブラック、目の上にタンのマーキングがある。中型犬サイズで、性格は陽気で友好的だが、勇敢で狩猟本能が高い。運動量は普通である。